# Litauisches Kammerorchester
Das Litauische Kammerorchester (lit. Lietuvos kamerinis orkestras, LKO) ist ein 1960 gegründetes Kammerorchester der litauischen Hauptstadt Vilnius. Es wurde von Saulius Sondeckis gegründet. Die erste Aufführung fand am 30. April 1960 statt. Das Orchester spielt in der Regel Werke der litauischen Komponisten und der Künstler wie Alfred Schnittke, Arvo Pärt und Peters Vasks.  Bis 2004 war das LKO Teil der Nationalphilharmonie Litauens. Saulius Sondeckis war Kunstleiter und Chefdirigent seit seiner Gründung im Jahr 1960 bis 2004. Der Geiger Sergei Krylow wurde 2008 ernannt. Yehudi Menuhin hat seine Chor-Orchesterwerke aufgeführt.
Das LKO war das erste litauische Orchester mit einem Debüt im Westen, und zwar 1976 beim Echternach Festival in Luxemburg. Das Orchester tourte durch die meisten europäischen Ländern, auch  USA, Japan, Argentinien, Kuba,  Kanada, Ägypten, und Südafrika. Es war an den renommierten Häusern wie dem Wiener Musikverein, Royal Festival Hall in London, Santa Cecilia in Rom, Auditorium di Milano in Mailand, Concertgebouw in Amsterdam und vielen anderen berühmten Konzertsälen und Festivals in Europa.

## Quelle
- Matulionis, Arvydas (2004). Who is who in Lithuania: Lithuania’s Achievements, 2004. Neolitas. p. 443. ISBN 978-9986-709-49-7. Abgerufen am 28. März 2012.